# Relaciones Belice-Costa Rica
Las relaciones Belice-Costa Rica se refieren a las relaciones internacionales que existen entre Costa Rica y Belice.

## Historia
Costa Rica reconoció la independencia de Belice en setiembre de 1981 y estableció una embajada residente en Belmopán en 1990. Los Embajadores de Costa Rica en Belice han sido:
- Rafael López Garrido (Embajador en Honduras, concurrente en Belice, 1983-1986),
- Maximiliano Oreamuno Brenes (Embajador de carrera en Honduras, concurrente en Belice, 1986-1990)
- Roberto Anglada Soler (1990-1992),
- Alejandro Alvarado Piza (1992-1994),
- Carl Edward Neil Neil (1994-1998),
- Marco Vinicio Vargas Pereira (Embajador de carrera, 1998-2001),
- Fernando Borbón Arias (Embajador de carrera, nombrado en 2001).[1]

## Relaciones diplomáticas
- Costa Rica tiene una embajada y una oficina consular en Belmopán.[2]
- Belice no tiene una embajada en Costa Rica. Su embajada en Ciudad de Guatemala es concurrente para Costa Rica.[3] Belice sí tiene una oficina consular en San José.[4]